# Commission scolaire Sir-Wilfrid-Laurier
La Commission scolaire Sir-Wilfrid-Laurier (en anglais : Sir Wilfrid Laurier School Board) est la troisième plus grande commission scolaire anglophone au Québec. Elle dessert la Rive-Nord de Montréal, soit précisément les régions administratives de Laval, des Laurentides et de Lanaudière, couvrant ainsi plus de trente-cinq mille kilomètres carrés. La population étudiante avoisine les quinze mille étudiants, qui assistent aux classes dans vingt-six écoles primaires et dix écoles secondaires.

## Toponymie
La commission scolaire est nommée après Sir Wilfrid Laurier, originaire de Saint-Lin-des-Laurentides. Il est devenu premier ministre du Canada. Il a été le premier francophone à obtenir ce poste. Laurier était de l'idée que l'harmonie entre les anglophones et les francophones était d'importance nationale.

## Établissements

### Écoles primaires
Toutes les écoles primaires de la Commission scolaire Sir-Wilfrid-Laurier offrent des programmes allant de la maternelle jusqu'à la sixième année. Pour venir en aide aux élèves ayant des difficultés, les écoles profitent des services d'enseignants en ressources et d'aides éducateurs.
Voici la liste des écoles primaires :
- École primaire Arundel
- École primaire Crestview
- École primaire Franklin Hill
- École primaire Genesis
- École primaire Grenville
- École primaire Hillcrest Academy
- École primaire John F. Kennedy
- École primaire Joliette
- École primaire Jules Verne
- École primaire Laurentia
- École primaire Laurentian
- École primaire McCaig
- École primaire Morin Heights
- École primaire Mountainview
- École primaire Our Lady of Peace
- École primaire Pierre Elliot Trudeau
- École primaire Pinewood
- École primaire Rawdon
- École primaire Souvenir
- École primaire Saint-Jude
- École primaire Saint-Paul
- École primaire Saint-Vincent - Saint-Jacques Centre
- École primaire Saint-Vincent - Concord Centre
- École primaire Sainte-Adèle
- École primaire Terry Fox
- École primaire Twin Oaks

### Écoles secondaires
Les écoles secondaires de la Commission scolaire Sir-Wilfrid-Laurier offrent un programme de cours académiques prescrit par le Ministère de l'Éducation du Québec, qui mènent directement à l'obtention du diplôme d'études secondaires (DES).
La Commission scolaire Sir-Wilfrid-Laurier offre aussi, dans toutes ses écoles secondaires, des programmes conçus spécialement pour les élèves rencontrant des difficultés à l'école. Les programmes développent les compétences nécessaires pour entrer sur le marché du travail ou continuer l'apprentissage.
Voici la liste des écoles secondaires :
- École secondaire Joliette
- École secondaire Lake of Two Mountains (en)
- École secondaire Laurentian Regional (en)
- Académie Laval Senior (en)
- École secondaire Rosemère (en)
- École secondaire Phoenix Alternative

Anciennes écoles secondaires:
- École secondaire Laurier Senior
- École secondaire Laval Junior
- École secondaire Laval Liberty
- École secondaire Mountainview[réf. nécessaire]
- École secondaire Mother Teresa Junior[réf. nécessaire]

### Écoles primaires et secondaires
- Académie Sainte-Agathe